# Listă de conducători de stat din 838
834 - 835 - 836 - 837 - 838 - 839 - 840 - 841 - 842
Aceasta este o listă a conducătorilor de stat din anul 838:

## Europa
- Anglia, statul anglo-saxon Northumbria: Eanred (rege, 810-840)
- Anglia, statul anglo-saxon East Anglia: Athelstan (după 825) (?)
- Anglia, statul anglo-saxon Mercia: Wiglaf (rege, 827-829, 830-839)
- Anglia, statul anglo-saxon Wessex: Egbert (rege, 802-839)
- Aquitania: Pepin I (rege din dinastia Carolingiană, 817-838) și Pepin al II-lea (rege din dinastia Carolingiană, 838-848, 853-855)
- Asturia: Alfonso al II-lea cel Neprihănit (rege, 791-842)
- Bavaria: Ludovic al II-lea Germanicul (rege din Dinastia_Carolingiană, 817-876; ulterior, rege al Germaniei, 843-876)
- Benevento: Sicard (principe, 832-839)
- Bizanț: Teofil (împărat din dinastia Amoriană, 829-842)
- Bulgaria: Presian (han, 836-852)
- Cordoba: Abu'l-Mutarrif Ab ar-Rahman al II-lea ibn al-Hakam (I) (emir din dinastia Omeiazilor, 822-852)
- Creta: Umar ben Hafs ben Shuayb ben Isa al-Ghaliz al-Ikritish (emir, 828-855)
- Croația: Mislav (cneaz, cca. 835-cca. 845)
- Francii: Ludovic I cel Pios (rege din Dinastia_Carolingiană, 814-840; totodată, împărat occidental, 814-840; totodată, rege al Bavariei, 814-817; ulterior, rege al Italiei, 818-822)
- Gruzia, statul Abhazia: Teodosiu (rege, 811/812-837/838) și Dimitrie al II-lea (rege, 837/838-872/873)
- Imperiul occidental: Ludovic I cel Pios (împărat din dinastia Carolingiană, 814-840; totodată, rege al francilor, 814-840; totodată, rege al Bavariei, 814-817; ulterior, rege al Italiei, 818-822)
- Italia: Lothar I (rege din dinastia Carolingiană, 822-855; anterior, rege al Bavariei, 814-817; ulterior, împărat occidental, 843-855)
- Moravia Mare: Mojmir I (cneaz, 830-846)
- Neapole: Andrei al II-lea (duce, 834/835-839/840)
- Olanda: Gerulf I (conte, înainte și după 839)
- Scoția, statul picților: Eoganan (Uuen) (rege, 837?-839; totodată, rege în Dalriada, 836?-839)
- Scoția, statul celt Dalriada: Eoganan mac Oengus (rege, 836?-839; totodată, rege al picților, 837?-839)
- Serbia: Vlastimir (cneaz din dinastia lui Viseslav, 820-842)
- Sicilia: Abu Muhammad Ziyadat Allah I ibn Ibrahim (emir din dinastia Aghlabizilor, 817-838) și Abu Ikal al-Aghlab ibn Ibrahim (emir din dinastia Aghlabizilor, 838-841)
- Spoleto: Berengar (duce, 836-841)
- Statul papal: Grigore al IV-lea (papă, 827-844)
- Toscana: Aganus (margraf, 835-845)
- Veneția: Pietro Tradonico (doge, 836-864)

## Africa
- Aghlabizii: Abu Muhammad Ziyadat Allah I ibn Ibrahim (emir din dinastia Aghlabizilor, 817-838) și Abu Ikal al-Aghlab ibn Ibrahim (emir din dinastia Aghlabizilor, 838-841)
- Idrisizii: Ali I ibn Muhammad (imam din dinastia Idrisizilor, 836-849)
- Kanem-Bornu: Fune (cca. 835-cca. 893)

## Asia

### Orientul Apropiat
- Bizanț: Teofil (împărat din dinastia Amoriană, 829-842)
- Califatul abbasid: Abu Ishak Muhammad al-Mutasim ibn ar-Rașid (calif din dinastia Abbasizilor, 833-842)
- Samanizii: Nuh ibn Asad ibn Saman (emir din dinastia Samanizilor, 819-842) și Ahmad I ibn Asad ibn Saman (emir din dinastia Samanizilor, 819-864)

### Orientul Îndepărtat
- Birmania, statul Arakan: Mawlataing Chandra (rege din dinastia Chandra, 830-849)
- Birmania, statul Mon: Wimala (rege, 837-854)
- Cambodgea, Imperiul Kambujadesa (Angkor): Jayavarman al II-lea (împărat, 802-854)
- Cambodgea, statul Tjampa: Harivarman I (rege din a cincea dinastie, 803?/817?-854)
- China: Wenzong (împărat din dinastia Tang, 827-840)
- Coreea, statul Silla: Huigang (Cheyung) (rege din dinastia Kim, 836-838) și Minae (rege din dinastia Kim, 838-839)
- India, statul Chalukya răsăriteană: Vijayaditya al II-lea (rege, 799-cca. 847)
- India, statul Gurjara Pratihara: Bhoja I (rege, înainte de 836-cca. 885)
- India, statul Pallava: Dantivarman (rege din a treia dinastie, 795-845)
- India, statul Raștrakuților: Amoghavarșa (sau Sarva) I (rege, 814-878)
- Kashmir: Anangapida (rege din dinastia Karkota, ?-?) (?)
- Japonia: Ninmyo (împărat, 833-850)
- Nepal: Balarjunadeva (rege din dinastia Thakuri, cca. 828-844/845)
- Sri Lanka: Sena I (rege din dinastia Silakala, 824-844)
- Tibet: K'ri-dBu Dum bTsan gLang-Dar-ma (chos-rgyal, 836/838-842)